# 810年代
| 千纪： | 1千纪                                                                                  |
| 世纪： | 8世纪 \| 9世纪 \| 10世纪                                                               |
| 年代： | 780年代 \| 790年代 \| 800年代 \| 810年代 \| 820年代 \| 830年代 \| 840年代              |
| 年份： | 810年 \| 811年 \| 812年 \| 813年 \| 814年 \| 815年 \| 816年 \| 817年 \| 818年 \| 819年 |

## 大事记
818年
- 菅原清公（日语：菅原清公）編撰《文華秀麗集（日语：文華秀麗集）》
- 東羅馬帝國發生第二次聖像破坏運動

## 出生
- 唐武宗，唐朝皇帝
- 李商隱，唐朝官員、詩人

## 逝世
- 丕平露·卡洛曼，查理大帝之子
- 劉濟 ，唐朝将军
- 吳少誠，唐朝将军（750年出生）
- 唐宣宗，唐朝皇帝
- 呂溫，唐朝官員、詩人